# Синьора, Ранда
Ранда Джордж Якуб Синьора (родилась в 1961 году) — палестинская активистка, которая борется за права человека и права женщин. Она в течение трёх десятилетий документировала нарушения прав человека на оккупированных палестинских территориях и в настоящее время является генеральным директором Женского центра правовой помощи и консультирования (Women’s Center for Legal Aid and Counseling / WCLAC) в Иерусалиме.

## Биография
Ранда Синьора родилась 1961 года. Она училась в Эссексском университете в Великобритании, получив степень LLM в области международного права человека, и в Американском университете в Каире, получив степень магистра социологии-антропологии. В своей магистерской работе она исследовала работу женщин на текстильных фабриках на Западном берегу, производящих товары для израильских компаний. Впоследствии её труд был опубликован Американским университетом. Здесь Синьора применила теорию зависимости Аргири Эммануила и Самира Амина к палестинской ситуации. Чтобы объяснить относительно низкий уровень политической и трудовой организации среди женщин, она подчеркнула социальную преемственность патриархальных структур, которые контролировали женщин дома и на работе:
«работодателям не нужно применять силу, чтобы контролировать ... работников. Зато они постоянно пытаются установить патерналистские отношения с [ними]. Они пытаются убедить их в том, что они находятся в положении своих родителей на семинаре, и они их "сторонниками" и "защитниками"»
С 1987 по 1997 годы Синиора была юрисконсультом и координатором Программы прав женщин при правозащитной организации Al-Haq. Её усилия по достижению консенсуса относительно необходимости правовых изменений для защиты женщин были прерваны Первой палестинской интифадой, которая длилась с декабря 1987 по сентябрь 1993 гг.:
«сейчас невозможно сосредоточится исключительно на правовых и социальных аспектах прав женщин, мы видим каждый день нарушения прав человека и, в частности, палестинских женщин. Теперь нашей главной задачей является документирование этих нарушений».
Затем с 1997 по 2001 годы Синьора руководила отделом сетей и адвокатуры в Женском центре правовой помощи и консультирования. С 2001 по 2005 годы она была генеральным директором правозащитной организации Al-Haq.
С сентября 2007 года по июнь 2015 года Синьора занимала пост старшего исполнительного директор Независимой комиссии по правам человека (ICHR) в Палестине. В 2015 году она стала генеральным директором Женского центра правовой помощи и консультирования (Women’s Center for Legal Aid and Counseling).
В октябре 2018 года Синьора стала первой женщиной-палестинкой, которая выступила на заседании Совета Безопасности ООН. Синьора подняла вопрос о высоком уровне домашнего насилия и рост фемицида на оккупированных территориях. Она также затронула более широкий вопрос о политическом исключении женщин:

## Научные труды
- Palestinian Labor in a Dependent Economy: Women Workers in the West Bank Clothing Industry (Палестинский труд в условиях зависимой экономики: Женщины — шьют одежду на Западном берегу). Cairo Papers in Social Science, Vol. 12, Monograph 3. Cairo: American University in Cairo Press.
- Lobbying for a Palestinian Family Law: The Experience of the Palestinian Model Parliament: Women and Legislation. Paper for the Conference on Islamic Family Law in the Middle East and North Africa, Amman, 2000 («Лоббирование палестинского семейного права: опыт палестинского образцового парламента: женщины и законодательство». Доклад для конференции по вопросам исламского семейного права на Ближнем Востоке и Северной Африке, Амман, 2000 г.)

## Ссылка
- Ранда Синьора, генеральный директор Al Haq. Видео разговоры в Дьюкском университете